# Lingua francese
Il francese (français, AFI: [fʁɑ̃ˈsɛ]) è una lingua appartenente al gruppo delle lingue romanze. Nel 2025, è parlata da 311,9 milioni di persone.
Diffusa come lingua materna nella Francia metropolitana e d'oltremare, in Canada (principalmente nelle province del Québec e del Nuovo Brunswick, ma con una presenza significativa anche in Ontario e Manitoba), in Belgio, in Svizzera, presso numerose isole dei Caraibi (Haiti, Dominica, Saint Lucia) e dell'Oceano Indiano (Mauritius, Comore e Seychelles), in Lussemburgo e nel Principato di Monaco, è lingua ufficiale di circa 27 stati ripartiti su tutti i continenti (come eredità dell'impero coloniale francese e della colonizzazione belga), oltre che di numerose organizzazioni internazionali come l'ONU, la NATO, il Comitato Olimpico Internazionale e l'Unione postale universale. Costituisce inoltre, insieme con l'inglese e il tedesco, una delle tre lingue di lavoro dell'Unione europea. In Italia è parlato e tutelato in Valle d'Aosta, dove gode di uno status di coufficialità con l'italiano.
Sebbene non sia ai primissimi posti tra le lingue più parlate del mondo per numero di madrelingua (80,0 milioni secondo Ethnologue, 2021), essa costituisce invece la seconda per diffusione (dopo l'inglese) per numero di paesi in cui è ufficiale e per numero di continenti in cui è parlata. Le stime dei locutori totali sono difficili a causa della diffusione maggiore del francese come lingua seconda che come lingua materna e del grosso peso che hanno nella demografia di questa lingua i vasti territori dell'Africa francofona, in cui l'avanzare della conoscenza del francese è in costante crescita grazie alla scolarizzazione e per i quali non sono sempre disponibili statistiche precise o aggiornate. Tuttavia secondo le stime dell'Organizzazione internazionale della francofonia, vi sono nel mondo circa 300 milioni di locutori (è la quinta lingua più parlata al mondo in base al numero di parlanti totali). Ma, come numero di parlanti nativi (L1), è la numero 17.
Attualmente il francese è la seconda lingua più insegnata al mondo dopo l'inglese, anche grazie a una capillare rete di servizi linguistici e culturali incentrati sui Centres Culturels Français (CCF, dipendenti dalle Ambasciate) e sulle sedi dell'Alliance Française.

## Storia

Diffusione delle lingue galloromanze nella regione francese. Le tonalità verdi e gialle indicano gli idiomi appartenenti alla famiglia delle lingue d'oïl; le tonalità rosse indicano le lingue d'oc, mentre sono segnate in blu le varianti del francoprovenzale.

Il francese è il risultato delle contaminazioni linguistiche che il latino volgare ha subito nella Gallia romanizzata, a partire soprattutto dal V secolo. Tra i principali idiomi che contribuirono a influenzare la trasformazione della lingua parlata in Gallia durante l'epoca tardo antica si ricordano:
- La lingua celtica, principale idioma preesistente al latino, la quale ebbe un'enorme influenza nella sedimentazione di alcune particolarità fonetiche tipiche del francese, quali l'uso delle nasali o delle vocali turbate. Per quanto riguarda il lessico, l'influenza della lingua gallica fu più limitata: attualmente i termini francesi di origine celtica non sono più di un centinaio, tra i quali chemise ("camicia", da CAMISIAM), cervoise ("birra fermentata", da CERVESIAM), baiser ("bacio", attestato già in Catullo come BASIUM) e char ("carro", da CARRUM). Molti toponimi di città francesi risalgono ugualmente all'epoca celtica (LUTETIA PARISIORUM: Paris; ROTOMAGUS: Rouen; CATOMAGUS: Caen; BELLOVACI: Beauvais).
- Il francone occidentale e altre lingue del ceppo germanico parlate dai Franchi, che rappresentano i principali idiomi di superstrato rispetto al latino volgare di Gallia. Tra le lingue romanze, il francese si rivela quella meno conservativa nei confronti della lingua madre, probabilmente anche a causa dell'alto indice di germanizzazione. Come in italiano, molti termini legati al campo semantico della guerra (guerre, da WERRA) sono di origine germanica, tra i più comuni épée ("spada", da SPATHA), blesser e blessure ("ferire" e "ferita", da BLESSE), o ancora gagner ("vincere uno scontro", poi divenuto di accezione comune, da WAIDANJAN). Numerosi termini astratti indicanti i colori (blanc, "bianco", da BLANK), le qualità morali o caratteriali (riche, "ricco"; hardi, "coraggioso", "ardito"; laid, "brutto";) e l'amministrazione territoriale (fief,"feudo", da FEHU; ban, "bando", da BAN; alleu, "allodio", da AL-OD; marquis, "marchese", da MARKA) sono di origine germanica. Dal punto di vista morfologico, il francese ha ereditato dalla lingua francona numerosi suffissi quali –ISK, poi evolutosi in –ois, -ais come nel caso dell'eponimo français ("francese", da FRANKISK, uomo libero), o ancora il peggiorativo –ARD (in vieillard, "vegliardo"; bâtard, "bastardo").

Le lingue romanze sviluppatesi in Francia sulla base di queste influenze si articolavano in un ramificato sistema di varianti regionali. I linguisti riconducono ciascuno di questi idiomi all'interno di tre grandi famiglie distinte: quella delle lingue d'oïl (parlate a nord della Loira; tra le più rappresentative si ricordano il franciano di Parigi, il vallone del Belgio e l'anglo-normanno), quella delle lingue d'oc parlate a sud della Loira (tra di esse la più importante è di gran lunga il provenzale) e infine il francoprovenzale, parlato diffusamente nell'area geografica compresa tra la Savoia, la Svizzera romanda, la Valle d'Aosta e le valli arpitane piemontesi.

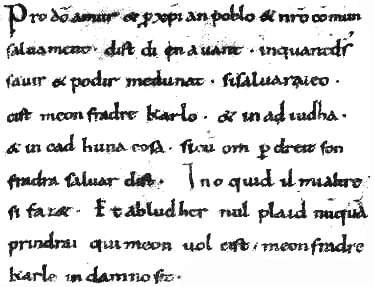
Una parte del Giuramento

L'evoluzione del latino volgare parlato in Gallia è attestata da numerosi documenti collocabili tra la fine dell'VIII secolo e l'inizio del X. Tra i testi più interessanti si cita il Glossario di Reichenau, prodotto a nord della Loira intorno all'anno 750, in cui compaiono alcuni slittamenti semantici di termini già presenti nel latino classico che hanno poi assunto un diverso significato in francese (il verbo DONO si sovrappone al più classico FERO; oggi in francese il verbo donner significa infatti "dare" e non "donare"; il termine volgare FORMATICUM, da cui discende il moderno fromage, sostituisce allo stesso modo il classico CASEUM).
Gli studiosi tendono tuttavia a identificare nel vero atto di nascita della lingua francese il Giuramento di Strasburgo (842), documento di fondamentale importanza per la storia politica e linguistica dell'Europa. Con tale trattato, infatti, vengono poste le basi per la nascita di quella compagine politica corrispondente all'odierna Francia, mentre appare ormai evidente la presenza di una netta divaricazione tra la romana lingua parlata in Gallia e la teotisca lingua utilizzata nelle province germaniche. Il primo testo letterario in lingua francese di cui si abbiano notizie certe è invece la Sequenza di Sant'Eulalia (888), caratterizzata dall'uso di una prosa ritmata a cadenze regolari e dallo sviluppo di una forma primitiva di condizionale romanzo.
La lingua francese esercitò una notevole influenza sullo sviluppo dell'inglese a seguito della conquista dell'Inghilterra da parte dei Normanni di Guglielmo il Conquistatore (Battaglia di Hastings, 1066). L'anglo-normanno si impose con il suo prestigio come nuova lingua di corte, confinando il precedente idioma anglosassone al rango di vernacolo utilizzato dal popolo illetterato. Con il passare del tempo, tuttavia, i legami politici e culturali tra l'Inghilterra e la Normandia si affievolirono, determinando la perdita di vigore dell'anglo-normanno, che finì con l'essere assorbito dal nativo sassone. Il risultato di tale evoluzione fu la nascita del medio inglese, una lingua che conservava una struttura morfo-sintattica tipicamente germanica, ma che presentava un lessico costituito in gran parte di lemmi d'origine francese e latina.
In ambito continentale, invece, la precoce affermazione di Parigi quale centro del potere politico ed economico della Francia contribuì a rafforzare la posizione del franciano, variante della lingua d'oïl parlato nella regione dell'Île-de-France, che cominciò lentamente a imporsi sugli altri dialetti.
Per buona parte del Medioevo, tuttavia, la cultura e la letteratura di lingua d'oïl sviluppatasi a nord della Loira coabitarono con la cultura e letteratura di lingua d'oc fiorite tra il XI e il XIII secolo nella regione del Midi. Tale situazione di equilibrio perdurò fino alla crociata albigese bandita nel 1209 dal re Filippo Augusto contro i catari della città di Albi. Tale evento traumatico contribuì alla devastazione delle corti provenzali e al declino della cultura occitana, che perse definitivamente il suo predominio a favore del francese. Nonostante questa espansione, il latino rimase ancora a lungo la lingua della scuola, della cultura accademica e dei decreti reali. Nel 1532, ad Aosta fu redatto il primo atto notarile al mondo in lingua francese, mentre a Parigi era ancora in uso il latino. Nel 1536, la Valle d'Aosta, in particolare il Conseil des Commis, fu la prima amministrazione al mondo ad adottare la lingua francese come idioma ufficiale, tre anni prima del Regno di Francia. Fu solo con l'Ordonnance de Villers-Cotterêts, promulgata dal re Francesco I nel 1539, che il francese si impose in Francia come lingua ufficiale dei decreti reali e degli atti parlamentari.

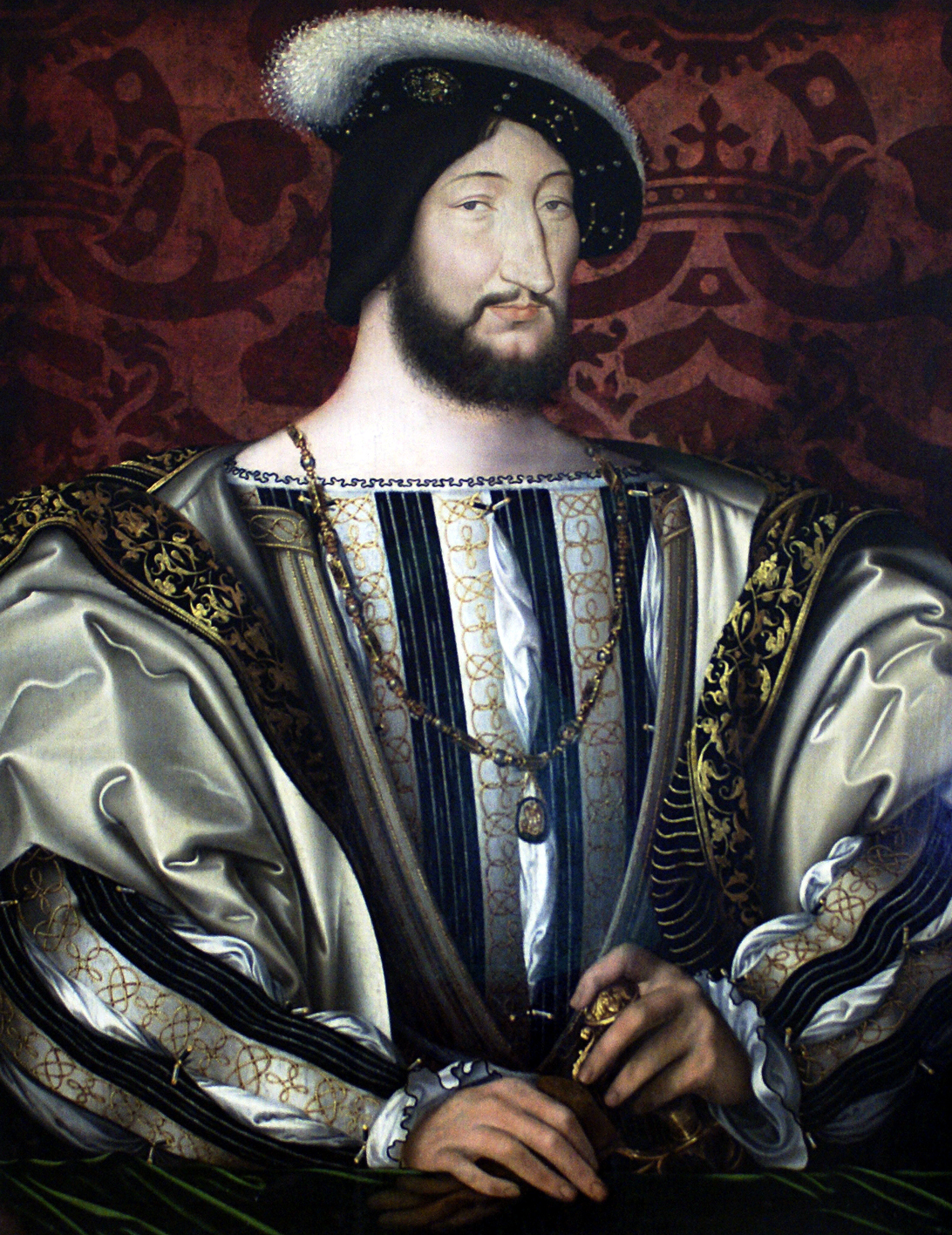
Francesco I, il sovrano che promulgò l’Ordonnance de Villers-Cotterêts nel 1539.

Le guerre d'Italia (1494-1559) permisero alla Francia di entrare in contatto con le raffinatezze artistiche e letterarie del Rinascimento italiano. Tale incontro ebbe profonde influenze anche da un punto di vista linguistico, con la nascita di un petrarchismo francese e l'adozione di molti termini latini di origine colta, spesso accolti nella loro forma italianizzata. Nel medesimo periodo si assiste alla nascita del movimento poetico della Pléiade, i cui membri spingono in direzione di una codificazione accademica della lingua francese, al fine di ripulirla dall'uso di barbarismi e di esaltarne le intrinseche qualità di clarté e mesure. Nel 1549 il poeta Joachim du Bellay pubblicò il suo trattato Défense et illustration de la langue française, in cui attaccava duramente l'impasto linguistico "popolare" utilizzata dagli autori della tarda età medievale, sostenendo la necessità di promuovere una lingua illustre che potesse allo stesso tempo essere idioma d'uso e di penna. Nella seconda metà del Cinquecento, il francese parigino cominciò a essere conosciuto (ma non ancora parlato) in tutto il territorio nazionale, arricchendosi nelle forme grammaticali e nel lessico tramite l'acquisizione di termini filosofici, politici e scientifici attinti direttamente dal latino letterario.
Il XVII secolo (Grand Siècle) è considerato un periodo d'oro per la diffusione della lingua, della letteratura e della cultura francese in Europa. Nel 1635 il cardinale Richelieu fondò l'Académie française, l'ente che ancora oggi sorveglia l'uso della lingua e le sue variazioni, con lo scopo di rendere il francese la lingua della diplomazia internazionale, nonché l'idioma di riferimento per gli scambi culturali tra persone di differente nazionalità. Il trattato di Vestfalia (1648), con cui si conclude la sanguinosa
guerra dei trent'anni, fu redatto in francese e segnò l'inizio di un'egemonia politica e culturale della Francia destinata a durare fino al 1815. Nel corso della seconda metà del secolo, inoltre, il prestigio della corte di Luigi XIV contribuì a fare del francese la lingua ufficiale delle élite aristocratiche e intellettuali dell'intero continente. Nel frattempo, continuava l'attività normativa dell'Académie, tramite l'adozione di una riforma ortografica volta a normalizzare alcune oscillazioni risalenti all'epoca medievale (Roy divenne Roi; françoys divenne français). Con la pubblicazione del Dictionnaire de l'Académie française (1694), infine, il modello di razionalità e chiarezza con cui la lingua francese e la Francia si identificano ancora oggi si impose in modo definitivo all'interno dei confini nazionali.
Nel XVII secolo il francese cominciò inoltre ad affermarsi nei continenti extraeuropei grazie all'espansione coloniale della Francia. Con la fondazione di Québec (1608) la lingua di Molière si impiantò per la prima volta nel Nord America, dove la comunità dei primi coloni, proveniente in gran parte dalla Normandia e dalla Bretagna, diede vita a un continuum dotato di un'omogeneità culturale e linguistica che la stessa Francia avrebbe raggiunto soltanto duecento anni dopo.

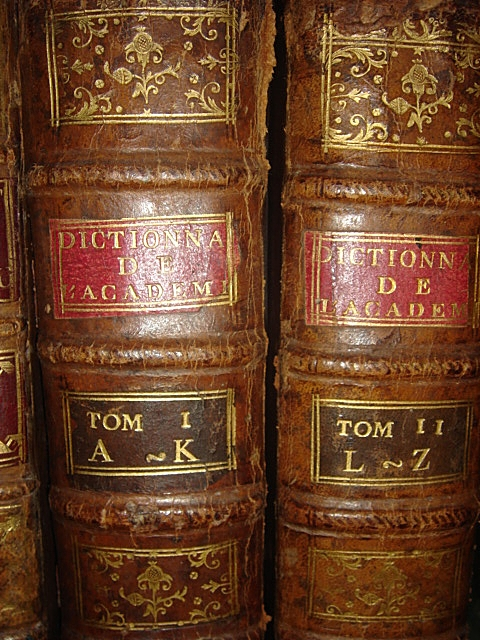
Quarta edizione in due volumi del Dictionnaire (1768).

Durante l'età dell'Illuminismo il francese continuò ad affermarsi come idioma della diplomazia e della cultura europea. La pubblicazione dell'Encyclopédie contribuì inoltre a rafforzare la sua posizione di lingua franca per la divulgazione del sapere tecnico e scientifico. Alcuni tra i testi fondamentali per la nascita della moderna teoria dello Stato risalgono proprio a questo periodo; tra i più importanti, si ricordano le Lettres persanes (1721) e l'Esprit des lois (1748) di Montesquieu, oltre al Dictionnaire philosophique di Voltaire.
Fu solo con la Rivoluzione che il francese divenne una lingua autenticamente nazionale e popolare. Se fino ad allora, infatti, la maggior parte della popolazione aveva continuato a esprimersi utilizzando i vari dialetti locali, il Governo repubblicano emanò una serie di decreti atti a trasformare quello che era stato per secoli un idioma di corte nella lingua della Grande Nation. L'istruzione pubblica e gratuita per tutti permise di rafforzare la presenza del francese sul territorio. L'uso dei patois venne scoraggiato e aspramente combattuto, in quanto ritenuto veicolo di ignoranza e di corruzione morale. La lingua nazionale, viceversa, avrebbe dovuto incarnare i valori repubblicani e patriottici di Liberté, Égalité, Fraternité. Nel corso del XIX secolo, proprio mentre le conquiste coloniali in Africa, in Asia e in Oceania aprivano nuovi spazi per l'espansione mondiale della lingua, il perfezionamento del sistema scolastico nazionale e la progressiva diffusione della stampa quotidiana permisero al francese di affermarsi definitivamente come lingua parlata presso la totalità del territorio nazionale.

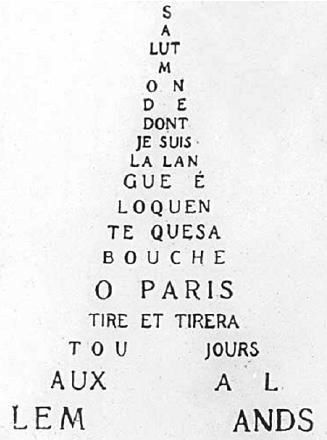
Calligramma di Apollinaire

Il Romanticismo aveva nel frattempo introdotto alcuni elementi di innovazione nell'ambito dell'uso letterario della lingua. La polemica nei confronti delle regole classiche sfociò nell'adozione di un linguaggio aperto alle infiltrazioni delle lingue regionali o dei vari gerghi sociali. Nel XIX alla pubblicazione della settima edizione del Dizionario della Accademia di Francia, si applicò la Riforma ortografica della lingua francese del 1878, che apportò pochi ma significativi cambiamenti alla lingua.Tra gli scrittori romantici, Victor Hugo fu il primo a condurre, all'interno del suo capolavoro Les Misérables (1862), una riflessione di ampio respiro intorno al fenomeno linguistico dell'argot, gergo utilizzato fin dall'inizio dell'Ottocento dalla malavita parigina.Tale sperimentazione di tipo linguistico, pur contrastata dai parnassiani e dal purismo di illustri scrittori quali Gustave Flaubert, continuò a fiorire nel XX secolo, grazie all'opera di Guillaume Apollinaire e dei futuristi. Agli anni Cinquanta risale un nuovo gergo giovanile noto come verlan, basato principalmente sull'inversione dell'ordine delle sillabe all'interno di una parola.
Nonostante la tradizione normativa di carattere accademico sopravviva ancora oggi, la lingua francese dell'inizio del XXI secolo si caratterizza per la presenza di un certo numero di prestiti linguistici in vari ambiti semantici. Nell'ambito del lessico sportivo e colloquiale, sono particolarmente frequenti gli anglismi (challenge al posto di défi per indicare la "sfida" in ambito sportivo; match per indicare una partita; score per indicare il "punteggio"; job per indicare i lavoretti stagionali), mentre, al contrario di quanto avviene in Italia, il lessico legato all'informatica o all'economia tende a essere maggiormente francesizzato (ordinateur al posto di "computer"; disque dur al posto di "hard disk"; souris al posto di "mouse"; pourriel al posto di "spam"; courriel al posto di "e-mail"; taux d'obligations per "spread"; agence de notation per "agenzia di rating"). Nell'ambito del linguaggio parlato dagli immigrati e dai loro discendenti nelle banlieue, alcune espressioni idiomatiche registrano invece la presenza di prestiti consolidati dalla lingua araba, per via della massiccia immigrazione da paesi di lingua araba.

## Diffusione nel mondo

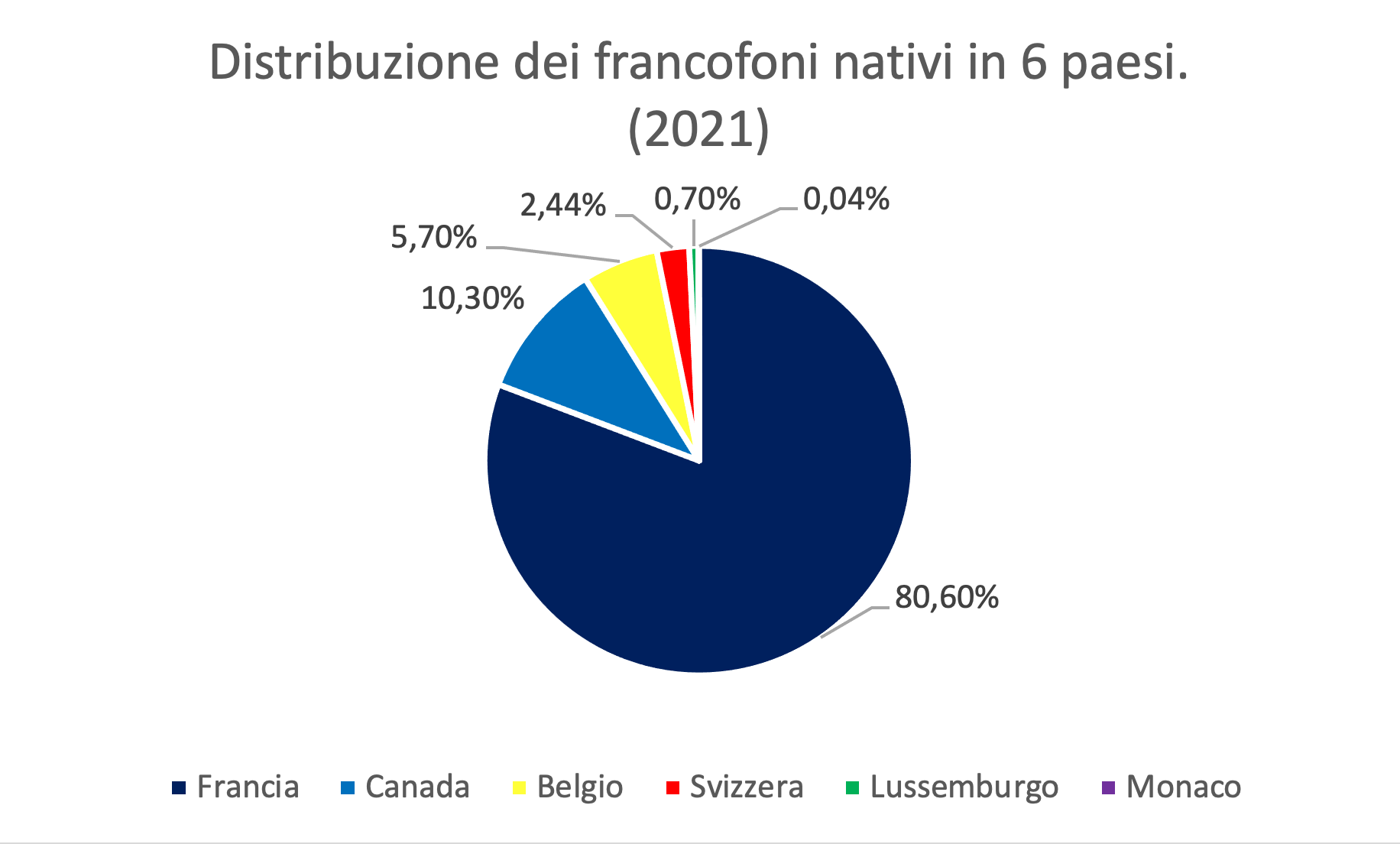
Distribuzione dei madrelingua francesi in 6 paesi nel 2021.

Come risultato dell'espansione coloniale della Francia, e in misura minore del Belgio, nel corso dell'età dell'imperialismo, il francese è oggi parlato correntemente in più di 35 Stati ripartiti su cinque continenti. Benché il "francese standard", chiamato anche français international, sia preso a modello in tutto il mondo per l'insegnamento della lingua a livello scolastico, esistono numerose varianti locali che si sono arricchite, nel corso del tempo, di prestiti linguistici, espressioni idiomatiche o influssi tipici delle culture preesistenti presso l'area geografica in cui si sono sviluppate.
Non bisogna confondere tali varianti del francese con quelli che molto spesso vengono erroneamente definiti i "dialetti" parlati in Francia. Esattamente come nel caso dell'italiano, infatti, questi ultimi non possono essere considerati semplici varianti del francese. Si tratta in effetti di lingue autonome che hanno subito una progressiva decadenza socio-culturale di fronte all'avanzare dell'idioma di Parigi, fino a essere relegate all'interno di una dimensione fortemente minoritaria. Tale discorso vale per le lingue d'oïl come il vallone, il piccardo o il normanno e ancora di più per la famiglia delle lingue d'oc, come ad esempio il provenzale, che presentano una filogenesi autonoma. In Francia, studiosi e linguisti non parlano infatti di dialetti, quanto di langues régionales.

### Distribuzione geografica
Paesi di madrelingua francese:
- Europa
  -  Francia
  -  Belgio
  -  Svizzera
  -  Lussemburgo
  -  Monaco
  -  Valle d'Aosta
  -  Isole del Canale
    -  Baliato di Jersey
    -  Guernsey
- America
  -  Canada
  -  Haiti
  -  Dominica
  -  Saint Lucia
  -  Francia d'oltremare
    -  Martinica
    -  Guadalupa
    -  Saint-Martin
    -  Saint-Barthélemy
    -  Guyana francese
    -  Saint-Pierre e Miquelon

  -  Stati Uniti
    -  Louisiana
    -  Maine
    -  New Hampshire
- Africa
  -  Comore
  -  Mauritius
  -  Seychelles
  -  Francia d'oltremare
    -  Mayotte
    -  Riunione
- Oceania
  -  Francia d'oltremare
    -  Polinesia francese
    -  Wallis e Futuna
    -  Nuova Caledonia

Paesi in cui il francese è lingua ufficiale:
- Europa
  -  Belgio
  -  Francia
  -  Lussemburgo
  -  Monaco
  -  Svizzera
  -  Valle d'Aosta
  -  Isole del Canale
- America
  -  Canada
  -  Haiti
  -  Stati Uniti
    -  Louisiana

  -  Francia d'oltremare
- Africa
  -  Benin
  -  Burundi
  -  Camerun
  -  Rep. Centrafricana
  -  Ciad
  -  Comore
  -  Rep. del Congo
  -  RD del Congo
  -  Costa d'Avorio
  -  Gabon
  -  Gibuti
  -  Guinea
  -  Guinea Equatoriale
  -  Madagascar
  -  Mauritius
  -  Ruanda
  -  Senegal
  -  Seychelles
  -  Togo
  -  Francia d'oltremare
- Asia
  -  Territorio di Pondicherry
- Oceania
  -  Vanuatu
  -  Francia d'oltremare

Paesi in cui il francese è lingua di insegnamento obbligatoria o lingua amministrativa
- Europa
  -  Andorra
- Africa
  -  Algeria
  -  Burkina Faso
  -  Marocco
  -  Mali
  -  Mauritania
  -  Niger
  -  Tunisia
- Asia
  -  Libano
  -  Laos

Paesi in cui il francese è lingua di cultura privilegiata
- Egitto
- Israele
- Moldavia
- Romania
- Stati Uniti
- Cambogia
- Vietnam

In grassetto sono evidenziati gli Stati sovrani, mentre le dipendenze e le regioni a statuto autonomo sono segnate con carattere normale.

### Europa
La lingua francese si è storicamente sviluppata in Europa, dove è parlata da circa 73 milioni di locutori madrelingua. I principali luoghi europei in cui si parla questa lingua sono la Francia, il Belgio, la Svizzera, il Lussemburgo e la Valle d'Aosta. Pur rimanendo fondamentalmente simili, queste varietà presentano delle peculiarità lessicali e fonologiche assai interessanti.

#### Francia

##### Il francese di Parigi

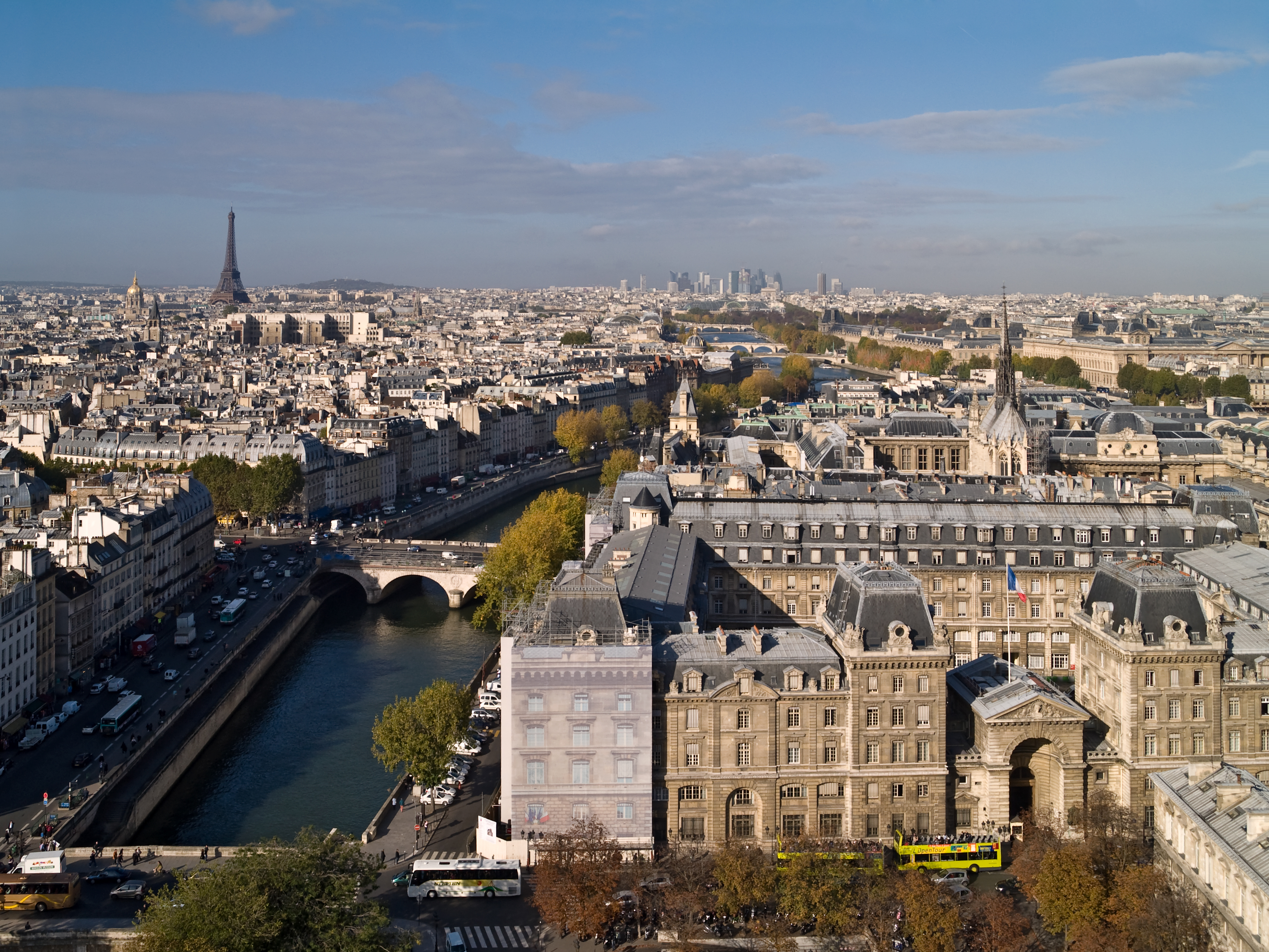
Vista di Parigi dalla cattedrale di Notre-Dame.

La definizione di francese parigino equivale grossomodo con quella di francese standard, essendo la variante della capitale presa a modello per l'insegnamento della lingua in tutto il mondo. All'interno di tale variante esistono tuttavia notevoli discrepanze dettate principalmente da fattori socio-culturali. I banlieusards di origine magrebina o gli studenti del Quartiere latino, ad esempio, difficilmente si esprimeranno utilizzando un lessico e una struttura sintattica che rispettino le norme dettate dall'Académie française. Già Victor Hugo definiva la parlata di Parigi come un buon compromesso "choisi par les peuples comme intermédiaire entre l'excès de consonnes du nord et l'excès de voyelles du midi". Dal momento che il francese parigino si identifica con il francese standard, è assai difficile individuare dei tratti "dialettali" che lo distinguano rispetto alle altre varianti. È possibile invece sottolineare alcuni elementi peculiari della parlata di Parigi e, per estensione, del francese standard, che non sempre emergono nella prassi d'uso di altre varianti dialettali.
Tra le peculiarità più comuni si ricordano, dal punto di vista fonologico:
- l'uso comune della r uvulare.
- la chiusura della o nasale (come in on, mon, bon bon pronunciati /õ/ invece di /ɔ̃/), la fusione della u nasale con /ɛ̃/ (come in un, parfum, brun che hanno la stessa nasale di pain, fin, brin) e l'apertura di /ɛ̃/ in /æ̃/.

Per quanto concerne la morfologia e la grammatica, il francese parigino privilegia più di altre varianti l'uso dei partitivi per esprimere una quantità indefinita (es. "Compro il pane" = "J'achète du pain"), così come l'accordo del participio del verbo avoir qualora preceduto da pronomi relativi o che esprimono il complemento oggetto ("Sono i dolci che ha preparato per la cena di stasera" = "Ce sont les gâteaux qu'il a preparés pour le dîner de ce soir").

##### Il francese settentrionale
Sotto la definizione di français septentrional si collocano tutte quelle varianti idiomatiche diffuse a nord di Parigi che subiscono l'influenza di lingue d'oïl diverse dal francese, quali il vallone, il piccardo o il normanno. Le principali differenze rispetto alla lingua standard sono di natura fonologica: tutte le nasali vengono pronunciate con un'enfasi maggiore, mentre il fenomeno della liaison è presente anche in quei casi in cui la normativa accademica tende a ometterlo. Anche la pronuncia delle vocali chiuse tende a essere particolarmente accentuata. Per quanto riguarda il lessico, prestiti provenienti dalle lingue regionali coabitano con espressioni mutuate dal bretone, dal fiammingo o dal tedesco, tradizionalmente parlati da minoranze residenti presso le zone di confine.

##### Il francese meridionale
Le varianti di francese parlate a sud della Loira sono influenzate dalla coesistenza con l'occitano, che ha continuato a fungere da lingua madre per una buona parte della popolazione rurale almeno fino alla prima metà del XX secolo. La pronuncia del Midi è caratterizzata da un indebolimento generalizzato della nasalizzazione, spesso sostituita da una palatalizzazione di /n/ (come in pain, a volte pronunciato [pɛŋ] in luogo di /pɛ̃/). Allo stesso modo, la pronuncia delle vocali toniche è molto più aperta rispetto a quanto accade nel francese standard; la parlata meridionale pronuncia spesso e volentieri anche le e muets in fine di parola.

#### Belgio
Il francese è una delle tre lingue ufficiali del Belgio, assieme all'olandese e al tedesco, ed è lingua materna di circa il 43% dell'intera popolazione (4,5 milioni di persone).
In questo paese il francese fu storicamente la lingua delle élite culturali ed economiche nelle grandi città, soprattutto a Bruxelles, dove la maggioranza della popolazione parlava tuttavia l'olandese. Con il passare del tempo, la vitalità del vallone e delle altre lingue d'oïl parlate in Vallonia venne meno, determinando una massiccia francesizzazione di questa regione, similmente a quanto accadde nelle Fiandre, ove i dialetti del fiammingo e del frisone perdevano terreno di fronte all'avanzata dell'olandese.
Quando nel 1830 il Belgio ottenne l'indipendenza dal Regno Unito dei Paesi Bassi, le élite cattoliche e francofone della capitale imposero il francese come unica lingua ufficiale, mentre al fiammingo venne riconosciuto uno status di ufficialità solo a partire dal 1908. Nel corso del XIX secolo, inoltre, il prestigio del francese come idioma della cultura e del commercio internazionale favorì un drastico mutamento della situazione linguistica di Bruxelles. La capitale, tradizionalmente fiamminga, divenne una città a maggioranza francofona a partire dal 1910, consolidando una tendenza destinata a rafforzarsi nei successivi cento anni.

I territori di lingua francese sono evidenziati in rosso. Essi comprendono la Regione di Bruxelles-Capitale e la Vallonia, con l'eccezione dei comuni che costituiscono la Comunità germanofona del Belgio.

Oggi la regione di Bruxelles è ufficialmente bilingue francese-olandese, ma l'uso del francese appare di gran lunga predominante. Lo status di capitale dell'Unione europea che la città belga ricopre tende infatti a favorire l'uso del francese e di altre lingue della diplomazia, come ad esempio l'inglese e il tedesco, acuendo il declino dell'olandese, ormai parlato e compreso da poco meno del 16% della popolazione residente (contro il 77% per il francese). Negli ultimi anni, inoltre, il massiccio afflusso di immigranti provenienti dall'Africa francofona e dal Maghreb ha ulteriormente esteso l'uso del francese nella Regione di Bruxelles-Capitale e nei comuni fiamminghi limitrofi, determinando la nascita della tache d'huile francophone. Molti politici fiamminghi denunciano la diffusione del francese in regioni tradizionalmente di lingua olandese come una violazione ai confini della frontiera linguistica fissata con la Costituzione federale del 1970.
La questione linguistica è spesso oggetto, nell'ambito della politica belga, di un violento scontro tra valloni e fiamminghi, divenendo in questo modo la cartina al tornasole delle profonde divisioni economiche e culturali che separano le due principali comunità del Paese. Negli ultimi anni, il partito indipendentista Nuova Alleanza Fiamminga di Bart de Wever ha sovente utilizzato l'argomento linguistico per proporre una secessione delle Fiandre dal resto del Belgio.
Il francese belga è perfettamente comprensibile per tutti gli altri francofoni, ma presenta alcune peculiarità fonologiche e morfologiche. In primo luogo, si segnala un uso abbondante della liaison e una tendenza a pronunciare le vocali scure in modo chiuso, similmente a quanto accade nel français septentrional. Le nasali sono rafforzate a tal punto che alcuni termini omofoni nel francese di Francia sono pronunciati in modo diverso dai belgi francofoni (brin e brun sono omofoni in Francia a causa dell'indebolimento della nasalizzazione di u, mentre in Belgio la differenza di pronuncia è mantenuta). La lettera w, pronunciata a volte [v] in Francia, diventa [w] in Belgio, probabilmente a causa dell'influsso dell'olandese, per cui una parola come wagon è pronunciata differentemente nei due paesi.
In ambito lessicale, il francese belga conserva alcune forme arcaiche ormai cadute in disuso in Francia. I numerali superiori a 60 (soixante), ad esempio, non adottano il sistema di numerazione vigesimale, ma un computo su base decimale simile a quello presente nella lingua italiana. I belgi non dicono dunque soixante-dix per indicare il numero 70, ma septante; invece il numero 80 è quatre-vingts e non huitante come in Svizzera; così come 90 si dice nonante e non quatre-vingt-dix. Allo stesso modo, in Belgio non si usa indicare la colazione come petit-déjeuner, ma semplicemente come déjeuner, termine che in Francia definisce il "pranzo". Il pasto di mezzogiorno si chiama per i Belgi dîner, termine che per i francesi identifica invece la "cena". In Belgio il pasto serale è ancora chiamato souper, termine arcaico con cui in Francia si designava, al tempo dell'Ancien Régime lo spuntino notturno consumato al ritorno da uno spettacolo teatrale.
Il francese belga, soprattutto nella sua variante brussellese, presenta molti prestiti dall'olandese e dalle altre lingue germaniche. Nel campo della pubblica amministrazione, ad esempio, il sindaco (maire in Francia) è chiamato bourgmestre, dall'olandese burgemeester, così come il comune (mairie per i francesi) diventa la maison communale, calco dall'olandese gemeentehuis. Altri termini olandesi entrati nell'uso corrente del francese belga sono legati soprattutto all'ambito culinario, come ad esempio gaufre, waterzooi, fritkot, in francese baraque à frites ("friggitoria"), ma anche ad altri ambiti come "kot" (camera per studenti).

#### Svizzera
Il francese è, insieme con il tedesco e l'italiano e il romancio, una delle tre lingue ufficiali della Svizzera a livello federale (il romancio ne è invece lingua nazionale). È la lingua materna di circa il 20% della popolazione (2 milioni di persone), tradizionalmente concentrata nella regione occidentale del paese, nota come Svizzera romanda. Il francese è inoltre lingua ufficiale in sette cantoni: Giura, Vaud, Neuchâtel, Ginevra, Berna, Friburgo e Vallese. La più grande città francofona della Svizzera è Ginevra.
Il francese svizzero, pur influenzato a livello fonetico dal preesistente francoprovenzale, si distanzia poco da quello parlato in Francia. Tra le peculiarità lessicali più importanti si ricordano l'uso delle forme septante, huitante e nonante al posto di soixante-dix, quatre-vingts e quatre-vingt-dix. Numerosi sono i prestiti dal tedesco, sia nell'ambito dell'amministrazione (la già citata maison communale, calco linguistico dal tedesco Rathaus, sostituisce il termine mairie per indicare il "municipio") sia in quello della lingua quotidiana (foehn, prestito dal tedesco al posto di sèche-cheveux, che in francese significa "asciugacapelli"; natel, parola-macedonia di origine tedesca che sostituisce portable per indicare il "telefono cellulare").

#### Lussemburgo
La lingua nazionale del Granducato di Lussemburgo è il lussemburghese, ma il francese e il tedesco sono entrambi riconosciuti come lingue ufficiali. Grazie alla vicinanza con la Francia e con il Belgio, oltre che alla presenza di numerosi lavoratori frontalieri, il francese viene praticato quotidianamente da una grande maggioranza di lussemburghesi. La stampa, sia scritta sia televisiva, e la giurisprudenza sono i due ambiti della vita nazionale in cui il francese svolge il ruolo di lingua ufficiale de facto, mentre i dibattiti politici in sede parlamentare avvengono spesso in tedesco. Il sistema scolastico è trilingue e prevede una progressiva sostituzione del lussemburghese, utilizzato alla scuola primaria, con il francese e il tedesco, idiomi usati comunemente nell'ambito dell'istruzione superiore e universitaria.

#### Valle d'Aosta (Italia)
Sebbene per i valdostani non di madrelingua italiana la lingua madre sia nella maggior parte dei casi il dialetto valdostano della lingua francoprovenzale, a essere riconosciuto come lingua co-ufficiale è il francese, in virtù dello status ufficiale di questa lingua in Valle d'Aosta a partire (a livello amministrativo) dal 1536, ossia tre anni prima della Francia stessa.
La Costituzione italiana protegge e sostiene le minoranze linguistiche, siano o meno esse dotate di un riconoscimento a livello ufficiale. La Valle d'Aosta, regione a statuto speciale dal 1948, riconosce il francese come lingua ufficiale a parità di dignità con l'italiano. In virtù di tali disposizioni, l'apparato amministrativo della regione è perfettamente bilingue, così come il sistema scolastico (il monte ore riservato allo studio della lingua francese è identico a quello dedicato all'italiano) e la segnaletica stradale. I toponimi valdostani sono esclusivamente in francese (tranne nei due comuni walser di Gressoney-Saint-Jean e di Gressoney-La-Trinité), ad eccezione di Aosta, il cui nome ufficiale è Aosta/Aoste.
Tra le peculiarità del francese valdostano, a livello lessicale si segnala l'uso di alcuni termini obsoleti oppure inesistenti nella variante standard, in quanto provenienti dal dialetto valdostano o dall'italiano. Alcuni esempi sono syndic (termine in origine francese, ma oggigiorno obsoleto nel francese di Francia) per sindaco (presente ugualmente nella Svizzera romanda) e maison communale (proveniente dal patois) per municipio. Sono presenti inoltre delle espressioni idiomatiche tipiche non in uso altrove.

#### Isole normanne
Le Isole del Canale, situate al largo della costa francese della Manica, sono una dipendenza della Corona britannica, ultimi resti degli antichi possedimenti inglesi in Francia, su cui il re d'Inghilterra governa non in quanto tale (le isole non fanno parte direttamente del Regno Unito) ma in qualità di Duca di Normandia. Benché l'inglese si sia con il tempo imposto nell'arcipelago come idioma dell'amministrazione e della comunicazione, l'uso di alcune varianti dell'antica lingua anglo-normanna rimane ancora vivo, soprattutto sulle due isole principali di Jersey e Guernsey. Le varianti di francese note come jersais e guernensais sono inoltre tutelate e protette dal governo come parte integrante del patrimonio culturale dell'arcipelago. Tra le principali peculiarità lessicali si ricorda l'uso di termini di età medievali per la descrizione di realtà amministrative proprie delle isole normanne come baillage, bailli o ancora fief.

### America
Il continente americano fu storicamente il secondo in cui il francese venne introdotto come lingua materna, in seguito alla colonizzazione di vaste aree del Canada, degli Stati Uniti e dei Caraibi operata dalla Francia tra il XVII e il XVIII secolo. Oggi in America vivono circa 15 milioni di persone per cui il francese è lingua materna, la maggior parte dei quali è concentrata nella provincia canadese del Québec, ma con comunità significative anche in Ontario, nel Nuovo Brunswick, in Louisiana e nelle Antille. A questi vanno aggiunti coloro che hanno per prima lingua il creolo francese, parlato nei Caraibi da circa 10 milioni di persone. Sommando questi dati, si può capire come l'America francofona, con i suoi 25 milioni di parlanti, possa costituire un modello linguistico e culturale in grado di distanziarsi sia da quello proposto dall'America anglosassone sia da quello veicolato dall'America Latina. Il francese risulta altresì la quarta lingua più parlata nell'intero continente americano dopo lo spagnolo, l'inglese e il portoghese.

#### Canada
Il primo esploratore francese a giungere in Canada fu Jacques Cartier, che sbarcò presso le coste del Bas-Saint-Laurent nel 1534. Un reale tentativo di colonizzazione non avvenne tuttavia prima del 1608, quando Samuel de Champlain fondò la città di Québec, che ancora oggi è riconosciuta come culla della francofonia americana, oltre a essere l'unico centro urbano in tutto il Nord America provvisto di una cerchia di mura.

La diffusione della lingua francese in Canada. In marrone scuro sono evidenziate le zone in cui si concentrano le comunità di madrelingua francese, mentre in marrone chiaro sono segnalate le regioni bilingui. In giallo le aree in cui la prima lingua parlata è l'inglese.

Nei decenni successivi la colonizzazione francese portò alla nascita di una comunità linguistica compatta di circa 60 000 abitanti. Quando, nel 1763, la Francia fu costretta a cedere tutte le sue colonie alla Gran Bretagna, la popolazione francofona del Canada riuscì a mantenere vivo l'uso della propria lingua, pur dovendo misurarsi con la crescita demografica degli insediamenti inglesi. L'isolamento nei confronti dell'antica madrepatria e l'influenza della lingua inglese determinarono una profonda trasformazione nelle strutture linguistiche del francese canadese, che oggi si differenzia sensibilmente dalle varianti europee per la pronuncia, per l'uso di alcuni arcaismi e di molte espressioni idiomatiche. Se per un francofono europeo non sussistono particolari difficoltà di comunicazione nell'ambito di contesti formali in cui si faccia uso di una forma standardizzata del francese canadese, assai più problematico risulta il confronto con il joual, variante sociolinguistica utilizzata in un contesto familiare e giovanile, il cui ruolo è simile a quello dell'argot in Francia.
Nell'ambito del francese canadese è inoltre possibile distinguere alcune varianti autonome, frutto di uno sviluppo peculiare delle diverse comunità di parlanti a livello storico e culturale. Non bisogna dimenticare infatti che i coloni che nel corso del XVII e del XVIII secolo si stabilirono nella Nuova Francia erano soprattutto di origini bretoni e normanne, e che questo fatto contribuì a influenzare lo sviluppo del francese così come è tuttora parlato in Canada. Allo stesso tempo, la presenza di legami storici più o meno consolidati delle varie comunità di coloni con la madrepatria ha determinato una differenziazione territoriale della lingua in numerosi dialetti.
In Canada il francese è oggi parlato da circa 10 milioni di persone (circa il 31% della popolazione canadese). La variante di gran lunga più diffusa è quella del Québec, unica provincia a forte maggioranza francofona della confederazione, in cui si concentra la più grande comunità della francofonia americana (7,5 milioni di locutori, circa il 94% della popolazione della provincia). A grande distanza, seguono la variante franco-ontariana, parlata da 580 000 abitanti dell'Ontario (5% della popolazione totale), e il dialetto acadiano, parlato da circa 380 000 persone nel Nuovo Brunswick (33% della popolazione totale; il Nuovo Brunswick è l'unica provincia completamente bilingue del Canada) e nelle altre province marittime. Comunità minori sono inoltre disseminante nelle province anglofone del Manitoba, dell'Alberta e della Columbia Britannica.
Da un punto di vista fonologico, il francese canadese si contraddistingue per la mancanza della /ʁ/ uvulare, sostituita da una /r/ vibrante simile a quella presente in italiano, oltre che per una pronuncia fortemente chiusa delle vocali toniche, per certi aspetti affine a quella del Belgio e della Francia settentrionale.
Il lessico si caratterizza per la presenza di numerosi arcaismi in uso nel XVII secolo e ormai scomparsi in Europa. L'automobile viene spesso designata con il termine char, che in Francia indica esclusivamente il "carro". Allo stesso modo la "bevanda", boisson nella lingua standard, è definita tramite l'uso dell'antico vocabolo breuvage, che ha inoltre dato origine al termine equivalente inglese beverage. Ancora, l'atto del "guidare la macchina" (fr. conduire) è espresso ricorrendo al verbo chauffer (da cui deriva chauffeur, "autista"), mentre la "cena" è resa con l'uso del termine souper, risalente all'epoca dell’Ancien Régime. Molti anglicismi presenti nella lingua d'uso comune in Francia sono stati eliminati dal francese del Québec nel tentativo di difendere la purezza della lingua dall'influenza dell'inglese americano. Il parcheggio, comunemente chiamato parking in Europa, diventa in Canada stationnement, mentre nella segnaletica stradale è possibile notare la presenza del termine francese arrêt in luogo dell'inglese stop, comune in Francia e negli altri paesi francofoni. Il lessico del francese canadese presenta inoltre numerosi lemmi in grado di descrivere realtà prettamente nordamericane (raquetter, "camminare con le racchette sulla neve"; caribou, "caribù"; cabane, "bungalow"), oltre ad abbondare in prestiti provenienti dalle lingue dei nativi americani.

#### Stati Uniti d'America
La lingua francese fu storicamente parlata in due aree ben distinte degli Stati Uniti, cioè nella parte settentrionale del New England al confine con il Canada, corrispondente agli attuali Stati del Maine e del New Hampshire, e in Louisiana, che fu colonizzata dai francesi nel periodo compreso tra il 1682 e il 1803. Malgrado la forte anglicizzazione che ha interessato questi territori, soprattutto a partire dalla seconda metà dell'Ottocento, entrambe le regioni presentano ancora oggi un legame molto forte con la lingua e la cultura francesi. Nel Maine e nel New Hampshire il francese è la lingua materna rispettivamente del 5% e del 6% della popolazione, con percentuali che sfiorano il 25% nelle contee più settentrionali. I motivi di questa diseguale distribuzione dei francofoni vanno ricercati nella prossimità dei due Stati con le frontiere del Québec e del Nuovo Brunswick, circostanza che facilita il mantenimento della lingua in tali regioni.
Quanto alla Louisiana, la sua identità al tempo stesso francese, creola e afroamericana costituisce un motivo d'orgoglio per i cittadini dello "Stato del pellicano". Il francese è riconosciuto come lingua ufficiale accanto all'inglese e gode di speciali misure finalizzate alla sua protezione e promozione come parte del patrimonio culturale della Louisiana. Si stima che circa l'8% dei louisianesi siano di madrelingua francese: la maggioranza di questi ultimi è concentrata nelle regioni meridionali dello Stato, comprendente le 22 parrocchie dell'Acadiana, in cui la tradizionale cultura creola è ancora viva. Nella regione dell'Acadiana circa il 33% della popolazione parla il francese cajun, fortemente influenzato dal dialetto acadiano del Nuovo Brunswick, dal creolo haitiano, dalle lingue parlate dalla comunità afroamericana, dall'inglese e dallo spagnolo. Con circa 2 milioni di locutori madrelingua, il francese è inoltre, dopo l'inglese, lo spagnolo e il cinese, la quarta lingua più parlata negli Stati Uniti.

#### Caraibi e America del Sud
Il francese è presente a vario titolo nella regione caraibica, con comunità particolarmente consistenti nelle grandi e piccole Antille. La Francia colonizzò nel corso del XVII e del XVIII secolo molte di queste isole, allora economicamente strategiche per la loro produzione saccarifera. La maggior parte di tali territori venne ceduta alla Gran Bretagna al termine della guerra dei sette anni (1763), circostanza che favorì la nascita di un bilinguismo francese-inglese in molti di questi arcipelaghi. Nello Saint Lucia e nella Repubblica di Dominica, ad esempio, la maggior parte della popolazione ha come lingua materna il creolo francese, mentre l'inglese resta la lingua dei media e dell'amministrazione. Il più importante paese francofono dei Caraibi è la Repubblica d'Haiti, colonizzata dai francesi nel Settecento e resasi indipendente dopo la rivolta di schiavi neri guidata da Toussaint Louverture nel 1803. I suoi 9,5 milioni di abitanti parlano come lingua materna il creolo haitiano, una lingua pidgin evolutosi a partire dal francese grazie all'apporto di numerosi elementi della sintassi e del lessico tipici delle lingue africane parlate dagli schiavi. Circa il 40% della popolazione, appartenente alle classi più colte, dichiara di poter inoltre esprimersi correntemente in francese. La lingua è ufficiale nei dipartimenti d'oltremare francesi di Martinica e Guadalupa, oltre che nel territorio sudamericano della Guyana francese.

### Africa

L'Africa francofona.
In blu sono segnati i paesi in cui il francese è lingua ufficiale o amministrativa, in azzurro quelli ove riveste il ruolo di lingua di cultura privilegiata. In verde sono segnati gli Stati non francofoni facenti parte dell'OIF.

Nell'ultimo decennio l'Africa ha definitivamente superato l'Europa come continente in cui si concentra il maggior numero di francofoni. Eredità della colonizzazione operata tra il XIX e il XX secolo dalla Francia e, in minor misura, dal Belgio, la lingua di Molière è oggi parlata da più di 146 milioni di africani in ben 25 dei 54 Stati in cui è suddiviso il continente nero. Nella maggior parte dei casi si tratta di una lingua seconda, utilizzata in contesti lavorativi, economici e culturali da persone che conservano tuttavia l'uso delle lingue locali, quali ad esempio l'arabo, il wolof o il sango. Proprio per questo motivo è bene ricordare che negli Stati più poveri dell'Africa subsahariana, ove il grado di scolarizzazione è particolarmente basso, non è raro che una fetta consistente della popolazione ignori del tutto o parzialmente il francese, che pure in molti casi è designato come l'unica lingua ufficiale. Nelle aree più densamente urbanizzate degli Stati più progrediti (come ad esempio la Costa d'Avorio o il Gabon) è parlato al contrario dalla quasi totalità della popolazione, e negli ultimi anni sta cominciando a diffondersi come lingua materna per le giovani generazioni di africani. Il francese è, subito dopo l'arabo, attualmente la lingua più diffusa dell'Africa e la seconda più parlata.

#### Algeria, Tunisia e Marocco
In Nordafrica il francese è parlato correntemente in tutta la regione del Maghreb e principalmente in Algeria, Tunisia e Marocco, che nel corso dell’Ottocento divennero colonie o protettorati della Francia. A differenza di quanto avvenne in altri paesi africani, l’espansione della lingua fu particolarmente rapida già in epoca coloniale. Il motivo principale di tale diffusione risiede nella massiccia immigrazione di coloni europei che si stabilirono in questi territori d’oltremare; si pensi, ad esempio, che circa un milione di coloni di origine francese (i cosiddetti pieds-noirs) risiedeva nella sola Algeria nel 1962, alla vigilia dell’indipendenza di questo paese. In secondo luogo, la vicinanza geografica della Francia continentale e la presenza di una rete urbana piuttosto sviluppata permisero ai colonizzatori di affiancare alle tradizionali scuole coraniche un sistema scolastico statale, laico e francofono, che contribuì con efficacia alla diminuzione del tasso di analfabetismo.
Purtuttavia, in seguito all’indipendenza questi tre Paesi hanno cercato di cancellare l’eredità coloniale promuovendo una forte politica di arabizzazione, che si concretizzò nell’adozione della lingua e identità araba come pilastri dell'unità statale, a detrimento tanto del francese quanto del berbero, oggi riconosciuto solo in Marocco ed Algeria. Il francese ha comunque continuato in parallelo ad essere ampiamente utilizzato come lingua amministrativa, commerciale e turistica. Anche il sistema scolastico usa il francese come idioma veicolare, affiancandolo all’arabo a partire dai primi anni di scolarizzazione. Molte facoltà universitarie (soprattutto quelle di carattere giuridico, scientifico ed economico) continuano inoltre a proporre esclusivamente i loro corsi in francese. Per quanto riguarda i media, il francese continua ad essere utilizzato accanto all’arabo nei giornali, nella televisione e in internet. A questo proposito basti notare ad esempio che le versioni algerina, tunisina e marocchina del giornale online Huffington Post sono disponibili esclusivamente in francese.
Oggi il francese è parlato da circa il 33% della popolazione del Marocco (14 milioni di persone), dal 33% degli algerini (16 milioni di persone) e da ben il 66% dei tunisini (6,5 milioni di persone), per la grande maggioranza dei quali è una lingua seconda, appresa dunque sui banchi di scuola e usata in contesti formali e lavorativi. Proprio per questo motivo il francese parlato nel Maghreb assume i tratti della lingua standard, non avendo sviluppato peculiarità dialettali di rilievo ad esclusione di qualche sporadico prestito dall’arabo. Al contrario, la lingua francese ha fortemente condizionato la composizione dell’arabo maghrebino, soprattutto da un punto di vista lessicale.

#### Africa subsahariana
La vasta porzione dell’Africa subsahariana compresa tra l’Oceano Atlantico, il deserto del Sahara e il bacino del fiume Congo, con una superficie pari al doppio di quella degli Stati Uniti d’America, costituisce il più vasto continuum francofono al mondo. In tale regione, colonizzata tra la fine dell’Ottocento e l’inizio del Novecento dalla Francia e in minore misura dal Belgio, è presente infatti un blocco di 15 Paesi in cui il francese è lingua ufficiale o co-ufficiale (Benin, Burundi, Camerun, Ciad, Costa d’Avorio, Gabon, Guinea, Guinea Equatoriale, Mauritania, Repubblica Centrafricana, Repubblica del Congo, Repubblica democratica del Congo, Ruanda, Senegal e Togo) per un totale di circa 90 milioni di persone.
In questi territori il francese, importato con la colonizzazione, è stato mantenuto anche dopo l’indipendenza come lingua ufficiale in quanto strumento neutrale di comunicazione tra etnie storicamente rivali che, pur ritrovandosi a convivere all’interno dello stesso Stato, spesso parlavano lingue diverse. A partire dagli anni Settanta, tuttavia, il francese iniziò ad essere percepito non più come una semplice lingua straniera ereditata dalla colonizzazione, bensì come una parte integrante del patrimonio linguistico e culturale africano. Tale cambiamento di prospettiva fu reso possibile dall’attività di molti scrittori africani francofoni, tra i quali il senegalese Léopold Sédar Senghor, che nell'ambito della corrente poetica detta negritudine per primo rivendicò il suo diritto a scrivere in francese per esprimere realtà peculiari tipiche del suo paese d’origine.
A causa di questo retroterra storico, è importante sottolineare come il francese si sia evoluto in Africa all’interno di un contesto per lo più multilingue. Lingua amministrativa e dell’istruzione, negli ultimi decenni si è affermato inoltre come lingua materna delle giovani generazioni di africani nelle grandi metropoli della Costa d’Avorio, del Camerun, del Gabon e del Congo. Per questo motivo il francese popolare ha subito un profondo mutamento linguistico rispetto alla norma standard. Per quanto riguarda la fonologia si segnala, ad esempio, una diversa pronuncia dei dittonghi e della /r/: entrambi questi fenomeni sono generalmente semplificati nel francese africano, per cui il verbo partir è spesso pronunciato patie, dunque con una lenizione completa del fonema /r/; inoltre, in posizione iniziale di parola, si assiste a una frequente palatalizzazione della velare sorda.
Per quanto riguarda lo sviluppo del lessico e della sintassi, non è possibile parlare di un singolo "francese africano", ma di molte varietà africane della lingua francese sviluppatesi a contatto con i vari popoli e le varie culture indigene del continente nero. Tra le varietà più importanti si ricorda il francese popolare della Costa d'Avorio o nouchi, sorta di argot nato nelle strade della capitale Yamoussoukro; la struttura sintattica del francese appare in questo caso permeata di parole di origine africana, soprattutto per quanto riguarda i termini del lessico familiare. Tra gli esempi più comuni si cita il termine Bingue per indicare la Francia e, per estensione, i paesi occidentali; couper, nel senso di "rapinare", "rubare soldi"; chap, chap, che significa "rapidamente", gombo, nel significato di "lavoretto stagionale"; e infine fer, che può indicare sia l'automobile sia un'arma da fuoco. Ancora più distante dalla norma standard è il camfranglais, sorta di argot camerunense che mischia le strutture sintattiche proprie del francese e dell'inglese con un lessico perlopiù africano, come nel caso della frase on va all back au mboa, che significa "stiamo per tornare a casa", dove la struttura sintattica del pronome impersonale on seguito dal futur proche è tipica del francese standard, ma è seguita tuttavia all'espressione inglese all back e dal termine africano mboa, che colloquialmente significa "villaggio", "regione". Altre varietà degne di essere menzionate sono il francese popolare del Senegal e del Benin, entrambi condizionati dal contatto con la lingua wolof.
Infine non bisogna dimenticare l'influenza importante che il francese belga ha esercitato nello sviluppo delle varianti parlate in Africa equatoriale. In effetti il più grande paese francofono africano è la Repubblica Democratica del Congo, abitato da circa 90 milioni di persone, dei quali ben 42 milioni hanno una conoscenza completa o almeno parziale della lingua francese. Questo vasto paese, ricco di materie prime, tra il 1885 e il 1960 fu colonia del Belgio; di conseguenza la variante linguistica che si è imposta è stata quella parlata a Bruxelles, con la conseguente diffusione di molti belgicismi fonetici (pronuncia di /w/) e lessicali (uso dei numerali decimali, nomi dei pasti della giornata, prestiti dalla lingua fiamminga).

#### Africa orientale e Oceano Indiano
In Africa orientale e nell'Oceano Indiano vi sono cinque paesi in cui il francese è lingua materna e/o ufficiale, ai quali vanno aggiunti un certo numero di isole e arcipelaghi che fanno parte della Francia d'oltremare, per un totale di circa 10 milioni di persone che lo parlano. Il più importante Stato francofono della regione è il Madagascar, il quale mantiene l'uso amministrativo della vecchia lingua coloniale accanto all'idioma nazionale, il malgascio, che invece rimane la lingua materna e veicolare della gran parte della popolazione.
Decisamente più fluida invece è la situazione linguistica dei piccoli arcipelaghi delle Seychelles e delle Mauritius: queste isole, infatti, erano originariamente prive di una popolazione autoctona e sono state popolate soltanto negli ultimi cinquecento anni in seguito alle diverse ondate di colonizzazione europea (olandese, francese e inglese), che hanno lasciato ciascuna un'importante impronta linguistica e culturale. A queste comunità bianche di origine europea vanno poi aggiunte quella nera degli ex schiavi di origine africana, quella degli indù provenienti dall'Asia e infine la comunità musulmana di origine araba. Come risultato di questa complicata storia linguistica, al giorno d'oggi in questi stati la maggioranza della popolazione vive in un contesto plurilingue: mentre l'inglese si è imposto come lingua dell'amministrazione e della politica, il francese e un creolo derivato da questa lingua sono parlati dalla maggioranza della popolazione come lingua veicolare; dal canto suo, invece, l'arabo si mantiene come lingua delle funzioni religiose e delle scuole coraniche. Il bilinguismo arabo-francese, con il primo prevalente nell'ambito della sfera privata e il secondo di gran lunga maggioritario nella vita pubblica, è presente anche nell'arcipelago delle Comore e nel piccolo stato di Gibuti.
Il francese è inoltre lingua ufficiale e materna della maggior parte della popolazione dei dipartimenti d'oltremare della Francia nell'Oceano Indiano, vale a dire Mayotte, Riunione e le altre isole sparse dell'Oceano Indiano. Benché la variante insegnata nelle scuole sia quella della lingua standard, nell'uso comune della vita di tutti i giorni si sono imposte alcune varianti lessicali riguardanti soprattutto l'ingresso di termini di origine africana per indicare realtà sconosciute nella Francia metropolitana (ad esempio, babouk è un termine di origine africana spesso usato, ad esempio, al posto di araignée per indicare genericamente la famiglia degli aracnidi, benché indichi in realtà soltanto una varietà specifica di ragno).

### Asia
Il francese ha svolto in Asia un significativo ruolo culturale nel corso dell'Ottocento e del Novecento; tuttavia i traumi della decolonizzazione e la successiva fase della guerra fredda hanno determinato nella maggior parte dei casi una brusca cancellazione di questa eredità coloniale, che oggi sopravvive soltanto in alcuni paesi del Vicino Oriente e presso minoranze in quelle regioni del Sud-est asiatico che furono conquistate dalla Francia. Nonostante questa apparente marginalità, tuttavia, il francese negli ultimi anni ha visto un'enorme diffusione come seconda lingua straniera più studiata dopo l'inglese, soprattutto nei paesi dell'Estremo Oriente, quali ad esempio la Cina e il Giappone.

#### Medio Oriente
La lingua francese è presente in Medio Oriente fin dal Medioevo, quando durante le Crociate vennero fondati nella regione della Siria e della Palestina alcuni principati cristiani retti da dinastie francesi e fiamminghe. Grazie al prestigio della Francia, tra la fine del XVIII secolo e la prima metà del XX secolo si impose inoltre come idioma della cultura e del commercio, diventando di fatto la seconda lingua corrente di paesi come l'Egitto, il quale fu conquistato brevemente da Napoleone nel 1798-1800 e dove nel 1869 i francesi ultimarono la costruzione del Canale di Suez; inoltre divenne lingua amministrativa in Siria e in Libano, che dopo la prima guerra mondiale vennero amministrati per circa vent'anni dalla Francia attraverso un mandato della Società delle Nazioni. Nella seconda metà del Novecento l'introduzione di massicce politiche di arabizzazione e l'influenza crescente degli Stati Uniti hanno determinato la fine di questa preminenza del francese su buona parte dell'area e la sua sostituzione con l'inglese come lingua degli affari.
Tuttavia il Medio Oriente continua ad ospitare numerose istituzioni culturali francofone di grande importanza, come ad esempio l'Université Senghor e il Lycée français di Alessandria d'Egitto; il francese viene insegnato inoltre come lingua straniera privilegiata, accanto all'inglese, nelle scuole della Siria e di Israele. Un discorso a parte vale per il Libano, che a causa dei forti legami culturali e religiosi con la Francia e il resto dell'Occidente, continua a usare il francese come lingua amministrativa con status ufficiale accanto all'arabo. L'Organizzazione internazionale della francofonia stima infatti che circa la metà degli abitanti del Libano, la cui capitale Beirut era nota fino agli anni Ottanta del XX secolo come la Parigi del Medio Oriente, conosca e pratichi quotidianamente la lingua francese.

#### India e Paesi del sud-est asiatico
La seconda regione dell’Asia in cui storicamente il francese fu più presente è la penisola indocinese, che venne colonizzata dalla Francia nel periodo compreso tra il 1868 e il 1954. Durante tale periodo il Vietnam, il Laos e la Cambogia, che insieme formavano la federazione dell’Indocina francese, adottarono questo idioma come lingua amministrativa usata negli uffici e insegnata nelle scuole e nelle università. Negli anni Trenta del Novecento, dunque, le élite politiche ed economiche di Saigon e di Hanoi erano perfettamente francofone e le stesse grandi città vietnamite avevano assunto un aspetto maggiormente europeo e più specificatamente francese (ancora oggi in questi paesi sopravvivono molte boulangerie che cercano, con i loro croissant e i loro pain-au-chocolat, di richiamare la tradizione culinaria dell’antica madrepatria).
La brusca caduta del regime coloniale in seguito alla battaglia di Dien Ben Phu (1954) e la sua sostituzione nella maggior parte dei casi con regimi comunisti estremisti (come ad esempio quello dei Khmer rouges in Cambogia) che bollarono il francese come idioma della borghesia occidentalizzata e decadente, contribuirono tuttavia a un rapido declino della lingua nel corso della seconda metà del secolo, al punto tale che questa, non più insegnata nelle scuole, corse il rischio di scomparire. Dopo la fine della guerra fredda, inoltre, quando questi Paesi si aprirono nuovamente all’economia di mercato, essi adottarono come principale lingua franca l'inglese, che cominciò dunque ad essere insegnato nelle scuole come prima lingua straniera al posto del francese. Negli ultimi anni, tuttavia, il francese sta lentamente recuperando parte del suo prestigio grazie all’adesione di questi tre Paesi all’Organizzazione internazionale della Francofonia e all’avviamento di corsi di lingua in immersione nelle principali università. Secondo le stime dell'OIF oggi la lingua sarebbe parlata dal 4% della popolazione in Laos, dal 2% in Cambogia e soltanto dallo 0,6% in Vietnam. Di questi tre Stati solo il Laos ha conservato in parte il francese come lingua amministrativa, ancora oggi visibile nella segnaletica stradale e nei cartelli che indicano i nomi degli uffici pubblici nelle grandi città come Vientiane o Luang Prabang. Su molti di questi cartelli, peraltro, è possibile ravvisare errori di ortografia abbastanza banali agli occhi di un occidentale, chiaro segnale che ormai nemmeno le élite istruite padroneggiano perfettamente la lingua.
L'importanza che il francese ha giocato in quest'area del mondo appare tuttavia evidente se si considera la profonda influenza che la lingua di Molière ha avuto sul lessico delle lingue parlate dalle popolazioni locali (khmer, lao e soprattutto vietnamita), dove numerose parole, riferite soprattutto all’ambito della gastronomia, dell’amministrazione della tecnologia, sono state prese in prestito proprio dall'idioma dei colonizzatori. In lingua vietnamita, ad esempio, la parola ga significa “stazione” e deriva dal francese gare; xi-né, "cinema", è invece l'esatta trascrizione fonetica dell'equivalente francese ciné, a sua volta forma abbreviata di cinéma; lo stesso discorso vale per la parola so-co-lat, "cioccolato", derivante da chocolat, e per il termine bup-bé, “bambola”, trascrizione fonetica in lingua vietnamita della parola poupée.
Occorre ricordare infine che la presenza del francese fu significativa anche nel subcontinente indiano, il quale fu oggetto dell'espansionismo commerciale della Francia tra il XVII e il XVIII secolo. Nel 1954, quando i francesi cedettero i loro insediamenti in India alla neonata Unione indiana, quest'ultima creò il territorio federale di Pondicherry, regione autonoma a statuto speciale dove, benché sia ormai poco parlato, il francese rimane una delle lingue ufficiali accanto al tamil, al telugu e all'inglese. Nel quartiere europeo di Pondicherry, chiamato ancora oggi dai locali la Ville Blanche e caratterizzato dalla presenza di molti edifici in stile coloniale francese, la lingua dell'antica madrepatria gode ancora di una certa visibilità nei nomi delle vie e delle strade, sulle targhe e nei pannelli pubblici. In città ha sede inoltre il Lycée français de Pondichéry, la più antica e prestigiosa scuola francese di tutto il continente asiatico.

#### Estremo Oriente
Negli ultimi anni un'importante crescita dello studio del francese come lingua straniera ha interessato i paesi dell'Estremo Oriente, in modo particolare la Cina e il Giappone.
Per i cinesi il francese si sta rapidamente imponendo come la lingua degli affari più importante dopo l'inglese. Questo rinnovato interesse per la lingua di Molière si spiega con gli ambiziosi piani di investimento economico che Pechino ha lanciato nelle regioni più povere dell'Africa subsahariana, dove i cinesi intendono costruire infrastrutture moderne in cambio della possibilità di sfruttare direttamente i giacimenti di materie prime e di fonti di energia presenti nel sottosuolo del continente nero. La necessità di comunicare più facilmente con questi Paesi lontani, quasi tutti francofoni, spiega dunque la forte crescita di alunni cinesi che scelgono ogni anno il francese come lingua straniera all'università.
Per quanto riguarda il Giappone, invece, l'interesse per la lingua francese riguarda maggiormente il campo della gastronomia, della moda e dello stile di vita. Benché siano relativamente pochi gli studenti che davvero lo praticano a un livello ottimale, questo idioma ha una grande visibilità presso le strade delle metropoli nipponiche in quanto usato spesso e volentieri per pubblicizzare prodotti commerciali, come profumi, cibo e vestiti, legati a un'idea di lusso e raffinatezza tipicamente associati alla Francia. Questo tipo di francese usato nei menu dei ristoranti di lusso e più in generale nel commercio al dettaglio è definito franponais e si caratterizza per la presenza di espressioni inesistenti nel francese standard e che risultano essere calchi lessicali dalla lingua giapponese, oltre che per la presenza di numerosi errori di trascrizione fonetica.

### Oceania
Il francese è, insieme all'inglese, l'unica lingua indoeuropea parlata in Oceania, come conseguenza della colonizzazione operata dalla Francia nel corso dell'Ottocento e del Novecento, che interessò principalmente la regione della Polinesia. Il primo francese a mettere piede nel Continente Nuovissimo fu l'esploratore Louis-Antoine de Bougainville, che nel 1768 raggiunse per primo l'isola di Tahiti. Nel corso del secolo successivo i missionari francesi introdussero la loro lingua e la religione cattolica presso i nativi, aprendo la strada alla colonizzazione della Polinesia francese, dell'arcipelago di Wallis e Futuna e della Nuova Caledonia. Tutti questi arcipelaghi sono tuttora parte integrante della Repubblica francese con lo statuto di territorio d'oltremare e dunque il francese rimane l'unica lingua ufficiale, parlata dalla maggior parte della popolazione e usata nell'ambito delle istituzioni locali, della pubblica amministrazione e nelle comunicazioni.
Venuto a contatto con le lingue locali, il francese dell'Oceania sviluppò alcune varianti regionali, la più interessante delle quali è il français caldoche o della Nuova Caledonia. In questo arcipelago, annesso dalla Francia nel 1853, sorgeva una delle colonie penali più grandi dell'Impero francese, dove venivano internati galeotti di diversa provenienza geografica e socio-culturale (detenuti politici, delinquenti comuni, spie, assassini...). Di conseguenza il francese parlato dai primi abitanti della Nuova Caledonia era costituito da un impasto linguistico molto eterogeneo, esposto all'influenza dell'argot parigino e delle diverse varianti dialettali, sul quale si innestarono numerosi prestiti provenienti dalla lingua kanak parlata dalle popolazioni locali. Qualche esempio: l'espressione va baigner! (letteralmente, "torna ai lavori forzati!") significa semplicemente "vattene!"; tal tool è invece un'espressione di origine polinesiana spesso usata al posto di au revoir per congedarsi; trapard, altro termine polinesiano, è usato al posto del francese requin per indicare in modo generico gli squali; wet è un vocabolo kanak che è utilizzato per definire gli indigeni della Polinesia, mentre il suo esatto contrario, zoreil, indica invece, con una sfumatura leggermente dispregiativa, un francese proveniente dalla madrepatria. Occorre ricordare infine che il francese è lingua ufficiale, insieme all'inglese e al bichelamar, dell'arcipelago indipendente di Vanuatu, dove circa il 37% della popolazione lo usa come lingua veicolare.

## Alfabeto

### Preambolo
I principali diacritici sono: à, â, ç, è, é, ê, ë, î, ï, ô, ù, û, ü, ÿ, æ e œ.
Otto consonanti sono chiamate “consonnes muettes”, cioè “consonanti mute”. Esse sono le seguenti: d, g, n, p, s, t, x, z. Quando si trovano in posizione finale, cioè in fine di parola, generalmente non sono pronunciate. Questa regola vale anche per un gruppo di consonanti mute che si trovino in fine di parola. Le consonanti mute, da sole o in un gruppo, sono considerate “in fine di parola”, o “in posizione finale”, quando non sono seguite da vocali.
Altro tratto caratteristico della lingua francese è la liaison, ovvero "legamento" in italiano: difatti essa è l'unione fonetica di due parole distinte. Tale fenomeno linguistico si presenta quando si è al confine tra due vocaboli, per cui il primo termina in consonante, mentre il secondo incomincia con una vocale (come, per esempio, nous avons e ils admirent). Da notare che la liaison non si manifesta sempre per ogni margine consonantico-vocalico fra due parole.

### Pronuncia puntuale in francese standard
La tabella mostra la pronuncia puntuale in francese, suono per suono e includendo i cluster consonantici. I suoni sono quelli del francese standard, senza accenni alle varietà (e.g. francese canadese, africano, oceanico in Nuova Caledonia...) e approfondimenti storici estesi che spiegano molti anacronismi e mancate corrispondenze nell'ortografia. Al contenuto in tabella, si aggiunge che la pronuncia delle lettere doppie (e.g. "attacco" in italiano) in francese non è geminata/tensificata, ma è scempia. In altre parole, non si pronunciano le doppie. In più, si introduce un elemento fonetico fondamentale in francese a partire grossomodo dall'Ottocento: la nasalizzazione, presente pure in lingue come il portoghese, il polacco, l'hindi, il bengali e il dialetto shanghainese. Una vocale si dice nasalizzata se pronunciata tenendo la parte morbida del palato (cioè il velo palatino) rilassato, in modo tale da fare uscire il suono attraverso il naso. In francese, la /m/ e /n/ in svariati casi cadono, nasalizzando la vocale precedente. Le nasalizzazioni sono spiegati mentre si illustra la consonante "n".
| Lettera/digrafo                                                     | Trascriz. IPA     | Spiegazione |
| ------------------------------------------------------------------- | ----------------- | --- |
| a, à                                                                | /a/               | È una "a" di albero. La versione con l'accento grave, "à", si usa per disambiguare graficamente degli omofoni. |
| â                                                                   | /ɑ/~/a/           | È una "a" di albero, aperta ma più gutturale, cupa, cavernosa e posteriore, pescata dal fondo della gola, come l'inglese "car" pronunciato con la pronuncia Oxbridge/Queen English/Received Pronunciation. La differenza comunque oggi si sta perdendo. In talune parole, l'accento circonflesso indicava la caduta di un'antica *s appena dopo la vocale o di un'ulteriore vocale poi caduta. |
| e                                                                   | /ɛ/, /e/, /ə/     | In sillaba chiusa (cioè che finisce per consonante) è una "e" aperta di "tè", a meno che la consonante finale non sia una "r" muta o una "z" muta, nel qual caso diviene una "e" chiusa di "perché". Se non ha l'accento tonico (non ortografico) si riduce ad una vocale neutra, la schwa. Si ottiene immaginando di declamare i nomi delle lettere dell'alfabeto ("a, bi, ci, di, e, effe, gi...") togliendo le vocali ("b, c, d, f, g..."). |
| é, ée                                                               | /e/               | È una "e" chiusa di "perché". In svariate parole indica la presenza in passato di una consonante che seguiva la vocale, inclusa una *s. |
| ê, è                                                                | /ɛ/               | È una "e" aperta di "tè" e dunque più aperta di /e/, con la bocca più spalancata e la lingua leggermente più distante dal palato. L'accento circonflesso in svariate parole indica la presenza in passato di una consonante che seguiva la vocale, inclusa una *s. |
| -e, -es                                                             | muta              | La -e non accentata a fine parola cade in pronuncia, tranne che nel caso in cui la parola sia monosillabica (ad esempio "que, de, je"), nel canto (per necessità metriche), o quando ci sono incontri di consonanti difficili da pronunciare (ad esempio in "carte d'identité"). In tutte queste evenienze si pronuncia come una schwa; ciò avviene anche se la "e" è seguita da una singola "s". |
| æ                                                                   | /e/               | È una "e" di "perché". In francese, questa vocale si chiama e dans l'a. Si trova solo in latinismi (come ad esempio il nome proprio "Lætitia"). |
| ae                                                                  | /a.e/             | Quando non c'è la legatura, si pronuncia come una /a/ seguita da /e/. Si trova in prestiti, ad esempio "paella" (un piatto originario di Valencia). |
| ai, aî; ei, eî                                                      | /ɛ/, /e/          | In sillabe aperte è una "é" di "perché", in sillabe chiuse è una "è" di "tè. |
| aï                                                                  | /ai/              | È grossomodo una "ai" di faina. La dieresi/umlaut/tréma sopra la "i" indica che quello che in apparenza è un dittongo non si pronuncia /e/ o /ɛ/ ma così come è scritto, e che la -i fa parte della sillaba successiva, ad esempio "naïf". |
| eu, eû, œu                                                          | /ø/               | È una "e" di elmetto ma in più è anche arrotondata/procheila: si pronuncia tenendo le labbra arrotondate in un cerchiolino, senza per forza sporgerle verso l'esterno. La vocale è chiusa e si trova normalmente in sillabe aperte (cioè che finiscono per vocale) |
| eu, œu                                                              | /œ/               | È simile alla /ø/, dunque la vocale arrotondata appena spiegata, ma più aperta, e si trova normalmente in sillabe chiuse (cioè che finiscono per consonante). In francese, questa vocale aperta si chiama e dans l'o. |
| œ                                                                   | /œ/, /e/          | È una /ø/, tranne che in svariati latinismi nei quali si pronuncia come la "e" di "perché". |
| oë                                                                  | /o.e/             | È una /o/ chiusa seguita da una /ɛ/. La dieresi segnala una divisione tra sillabe. |
| i, î, ÿ; ï-                                                         | /i/; /j/-         | È una "i" di indicare. La ï, oltre alla segnalazione che fa parte di una seconda sillaba a sé, forma sempre dittonghi (con poche eccezioni, come lo stesso "naïf"). Invece, la "y" con l'umlaut ha la particolarità di essere usata in dei nomi propri, ma la pronuncia è quella di una semplice /i/. |
| -ie                                                                 | -/i/              | Si riduce alla sola /i/ siccome, come già accennato, la -e non accentata a fine parola cade in pronuncia. |
| o                                                                   | /o/; /ɔ/          | È una "o" di ora, vocale arrotondata chiusa. Se è succeduta da una -r o da una -l, oppure se è in una sillaba chiusa di cui viene pronunciata l'ultima consonante, diventa aperta (come la "o" di "occhio"). |
| ô                                                                   | /o/               | È una "o" di ora, vocale arrotondata chiusa. |
| oi, oî                                                              | /wa/              | È una "ua" di quaglia, quindi un dittongo che inizia con la semivocale chiusa arrotondata /w/. |
| -oy(+a)-                                                            | -/waj/-           | È una "uai" di guai, a cui segue un'altra vocale. Un esempio di questa combinazione complessa di vocali è "royaume" |
| oï                                                                  | /oi/              | È una "oi" di "oimè/ohimè", poiché la dieresi indica la separazione di quello che altrimenti sarebbe un dittongo. |
| au, eau; au(+l), au(+r)                                             | /o/; /ɔ/          | È una "o" di ora, vocale arrotondata chiusa. Se è succeduta da una -l o da una -r, oppure se è in una sillaba chiusa di cui viene pronunciata l'ultima consonante, diventa aperta. |
| oo                                                                  | /ɔ.ɔ/             | Sono due "o" aperte e di fila, che perlomeno nella parlata curata e standard non culminano in un allungamento vocalico. |
| u, ù, û, -ü-                                                        | /y/               | È una "i" di indicare che in più viene pronunciata arrotondata. Per ü vedi avanti |
| ue                                                                  | /ɥɛ/              | È la versione semivocalica della vocale arrotondata /y/, che si scrive /ɥ/, seguita poi dalla "e" aperta. -ue, a fine parola, produce -/y/ a causa della caduta di -e non accentata a fine parola. |
| -uy; -uy-                                                           | -/ɥi/; -/ɥij/-    | È una "ui" di "quinto", con la /u/ arrotondata e in versione semivocalica. Se dentro la parola, subito dopo dà origine a un dittongo. Un esempio è "Guyenne" |
| ou, oû, oue; où-                                                    | /u/; /w/-         | È una "u" di ultimo; "où" invece, poiché forma sempre dittonghi (eccetto in "où", dove), è la semivocale chiusa arrotondata /w/-. In -oue, a fine parola, produce -/u/ a causa della caduta di -e non accentata e a fine parola. |
| b                                                                   | /b/               | È una "b" di balena, consonante sonora. In generale, una consonante si dice sonora se il palmo della mano intorno alla gola sente le vibrazioni delle corde vocali (e.g. si paragonino "ffff" e "ssss" a "mmmm" e "vvvvv"). Nelle combinazioni -bt- e -bs- si desonorizza in /pt/ e /ps/ poiché la consonante successiva è sorda. |
| c(+a), c(+o), c(+u), -c                                             | /k/-, -/k/        | È una "c" di cane, consonante sorda. |
| c(+e), c(+i)                                                        | /s/-              | È una "s" di senza, consonante sorda. La pronuncia muta anche in italiano, spagnolo, portoghese, rumeno e polacco a causa di un fenomeno di palatalizzazione innescato dalla presenza di due vocali anteriori. In francese antico, era */t͡s/. Nelle combinazioni -cce- e -cci- il raddoppio si pronuncia /ks/ a causa della palatalizzazione, mentre in tutte le altre il raddoppio si riduce in /k/ poiché le tensificazioni in pronuncia non esistono in francese, come già accennato. |
| ch                                                                  | /ʃ/; /k/          | È una "sci" di scienza, consonante sorda. Se la parola è un grecismo, è una "c" di cane, consonante sorda. |
| d; -d                                                               | /d/; muta         | È una "d" di dente, consonante sonora. A fine parola è muta, salvo eccezioni. |
| dj                                                                  | /d͡ʒ/-             | È una "gi" di giallo, consonante sonora. |
| f                                                                   | /f/               | È una "f" di farfalla, consonante sorda. |
| g(+a), g(+o), g(+u); -g                                             | /g/-; muta        | È una "g" di galera, consonante sonora. A fine parola è muta, salvo che in prestiti da lingue straniere. |
| g(+e), g(+i)                                                        | /ʒ/               | È una "gi" di giorno senza contatto tra organi, consonante sonora. Nelle combinazioni -gge- e -ggi- si pronuncia /ʒ/ singola e per palatalizzazione. Se il gruppo "ge" si trova davanti ad un'altra vocale si la "e" non si pronuncia (ad esempio in "Georges", /ʒɔʁʒ/) |
| gu(+a), gu(+e), gu(+i), gu(+o)                                      | /g/-              | È una "g" di gallo, in cui non si forma il dittongo poiché salta la semivocale /w/. |
| gü(+e), gü(+i); -guë                                                | /gw/-; /gy/       | È una "gue" di guerra e una "gui" di guidare, in cui si sente il dittongo, la cui presenza è indicata proprio dalla dieresi sulla "u". In -guë, per la caduta di -e a fine parola e non accentata, si ricava -/gy/. |
| h                                                                   | muta              | Oggi è muta eccetto che in alcuni prestiti. Si presti attenzione al digrafo "ch". |
| j                                                                   | /ʒ/               | È una "gi" di giorno senza contatto tra organi, consonante sonora. |
| k                                                                   | /k/               | È una "k" di koala, consonante sorda. Si trova raramente in prestiti. |
| l; -il, -ill                                                        | /l/; /j/          | È una "l" di leva, consonante sonora. La combinazione -il e -ill a fine parola si riduce in una /j/ semivocalica, ad esempio "soleil", sole (non varia nemmeno con la liaison). In poche eccezioni, tipicamente quando solo -il è preceduto da consonante o nulla, si pronuncia così come si scrive, ad esempio il, fil. |
| m                                                                   | /m/               | È una "m" di mano, consonante sonora. Per la nasalizzazione e le combinazioni con nasalizzazione, vedi le caselle sotto. |
| n                                                                   | vedi descrizione  | Di base, è una "n" di nave, consonante sonora. Questa pronuncia si sente quando compare a inizio parola (ad es. "neige", neve) e quando è in posizione intervocalica (ad es. "ananas", ananas). Quando invece si trova a fine parola (e quindi -n) o prima di un'altra consonante, cade e nasalizza la vocale precedente, con un comportamento dunque molto vicino alla "n" in portoghese (ad es. "maman", mamma; "enchanté", piacere di conoscerLa). |
| am-; an-, -an; em-, en-                                             | /ɑ̃/               | È la "a" aperta e gutturale a cui si aggiunge la nasalizzazione. Si ricorda poi la caduta di /n/ e /m/. |
| aen, aën                                                            | /ɑ̃/               | È la "a" aperta e gutturale a cui si aggiunge la nasalizzazione. |
| aim-, -aim; ain-, -ain; eim-, -eim; ein-, -ein; im-, in-, în-, -in, | /ɛ̃/               | È la "e" aperta a cui si aggiunge la nasalizzazione. |
| om-, on-, -on                                                       | /ɔ̃/               | È la "o" arrotondata e aperta a cui si aggiunge la nasalizzazione. |
| oin, oën                                                            | /wɛ̃/              | È una "que" di questione, con la /e/ aperta e colpita da nasalizzazione. |
| um-, -um; un-, -un                                                  | /œ̃/               | È la "e" arrotondata e aperta, a cui si aggiunge la nasalizzazione. Il gruppo finale "-um" si pronuncia /ɔm/ nei latinismi e nei nomi degli elementi chimici (ad esempio "vanadium", vanadio). |
| ym-, ym-                                                            | /ɛ̃/               | È la "e" aperta a cui si aggiunge la nasalizzazione. Dopo quest'ultima nasalizzazione, si nota come le vocali /i/, /y/, e /ø/ nasalizzate non esistono in francese. In più, la /e/ e la /o/ per nasalizzarsi deve sempre aprirsi, mentre la /a/ deve diventare gutturale. |
| gn                                                                  | /ɲ/, /gn/         | È una "gni" di bagni, come in italiano, eccetto in poche parole in cui si sente il gruppo /gn/ per esteso. |
| ng                                                                  | /ŋ/               | È una "n"(+"c" o "g") di panca ma senza consonanti di rilascio. Si trova in prestiti come "parking, camping". |
| p; -p                                                               | /p/; muta         | È una "p" di pala, consonante sorda. A fine parola è muta, salvo eccezioni. |
| ph                                                                  | /f/               | È una "f" di farfalla, reperibile in grecismi. |
| qu(+a), qu(+e), qu(+i), qu(+o), -q                                  | /k/-              | È una "c" di cane, senza che si pronunci il dittongo siccome cade la semivocale. Un esempio in cui invece compare a fine parola è "cinq". |
| qü(+e), qü(+i); qu                                                  | /kw/-; /ku/       | È una "que" di quercia e "qui" di aquila, siccome anche in queste due combinazioni la dieresi sopra la "u" disambigua la presenza della semivocale /w/. La combinazione -qu- seguita da consonante si pronuncia /ky/. |
| r; -r                                                               | /ʁ/; /ʁ/, muta    | È una "r" di rana ma non solo è una consonante polivibrante sorda, ma in più, come in tedesco (in cui però è sonora e infatti si trascrive /ʀ/) non si pronuncia facendo vibrare la punta della lingua contro il palato, ma si pronuncia facendo vibrare l'ugola (un pendaglio in fondo alla bocca) con la radice della lingua sollevata in zona uvulare. Esce dunque una "r" molto gutturale e sorda. La "r" è muta nelle parole che terminano in scrittura in -er (e dunque, tipicamente, negli infiniti dei verbi della prima coniugazione), salvo eccezioni (ad esempio in "hiver", inverno). |
| s; -s                                                               | /s/, -/z/-; muta  | È una "s" di senza, consonante sorda. Se intervocalica, è una "s" di rosa, che è sonora. Anche la -s nell'articolo determinativo plurale "les" si vocalizza in /z/ se seguito da parola plurale che inizia per vocale. A fine parola è muta, salvo eccezioni. |
| sc(+a), sc(+o), sc(+u)                                              | /sk/-             | È una "schi" di schiena. |
| sc(+e), sc(+i)                                                      | /s/-              | È una "s" di senza, consonante sorda. La pronuncia deriva dalla solita palatalizzazione. |
| sch                                                                 | /ʃ/               | È una "sci" di scienza, consonante sorda. Si trova in prestiti tedeschi ma non solo, ad es. "haschisch". |
| ç                                                                   | /s/               | È una "s" di senza, consonante sorda. La "C con la cedilla/cédille", cioè un gancetto o uncinetto in basso, storicamente si pronunciava */t͡s/ ed era presente pure in spagnolo. Oggi si trova ancora in francese, portoghese e catalano. Dopo la C con la cedilla si trovano solo le vocali -a, -o, -u. |
| t; -tion; -t                                                        | /t/; -/sjɔ̃/; muta | È una "t" di tavolo, consonante sorda. Se seguita dalla semivocale /j/ (e il caso esemplare è il suffisso -tion), muta in una "s" di senza, consonante sorda (eccetto in pochi casi e se a inizio parola, ad es. tiens). A fine parola, la "t" è muta eccetto nel gruppo -ct, -/kt/ (ad es. correct) e -pt, /pt/ (ad es. concept) e altre eccezioni. |
| th                                                                  | /t/               | È una "t" di tavolo, consonante sorda, ed è reperibile in svariati grecismi. |
| tch                                                                 | /t͡ʃ/              | È una "ci" di ciao, consonante sorda. |
| v                                                                   | /v/               | È una "v" di vela, consonante sonora. |
| w                                                                   | /w/, /v/          | È una "v" di vela o una semivocale /w/. Si trova raramente in prestiti e la pronuncia varia proprio in base all'origine del prestito (ad esempio, se è tedesco sarà /v/). |
| x                                                                   | vedi descrizione  | Se a inizio parola, è una "cs" di clacson; se in mezzo alla parola e intervocalica, il cluster si vocalizza in /gz/; se a fine parola, è muta in pronuncia eccetto nei grecismi. In più, nelle combinazioni -xca-, -xco- e -xcu- non muta (cioè il cluster si pronuncia -/ksk/-), ma si semplifica in -xce- e -xci-, tale per cui si pronuncia -/ks/-. Quanto alla preposizione articolata "aux" (alle), per liaison se seguita da vocale si pronuncia /oz/ . |
| y                                                                   | /j/; /i/          | Seguita da vocale, è una "i" di iena, dunque una semivocale che forma dittonghi. Seguita da consonante o in fine di parola si riduce a una "i" di indicare. |
| z; -z                                                               | /z/; muta         | È una "s" sonora di rosa. A fine parola è muta, salvo eccezioni. |

In conclusione si aggiunge che, nel fenomeno fonetico detto "liaison" (legame), svariate consonanti finali che cadono in pronuncia perché mute vengono invece pronunciate per intero se la parola che le segue inizia per vocale. Solo la "x", "s" e "f" subiscono una lieve mutazione in /z/, /z/ e /v/.
A questo fenomeno, si aggiunge un ulteriore fenomeno sia fonetico che ortografico, quello dell'"élision" (elisione/eliminazione di suono), una vocale cade se seguita da un'altra vocale (e.g. je aime > j'aime; je ai dormi > j'ai dormi; le arbre > l'arbre; la église > l'église; me/te a téléphoné > m'a/t'a téléphoné; ne arrête > n'arrête; de Albert > d'Albert; Que as-tu dit? > Qu'as-tu dit?; si il/si ils > s'il/s'ils. !!! si elle > non cambia).

## La riforma ortografica del 1990
La proposta di riforma dell'ortografia francese, indicata dal Conseil supérieur de la langue française (ossia "Consiglio superiore della lingua francese", organo collegiale costituito dalle rappresentanze di diversi paesi francofoni) e poi approvata, ha rettificato la scrittura del 3% circa del vocabolario gallico. Tuttavia, l'Accademia francese dà soltanto raccomandazioni riguardo all'uso dei termini sottoposti a riforma, senza l'imposizione di alcun obbligo.
Queste correzioni hanno l'obiettivo di aumentare l'intelligibilità tra il parlato e lo scritto della lingua francese, quindi renderlo più trasparente fonologicamente, pur rispettando l'etimologia delle parole; in aggiunta si vogliono anche dettare dei criteri per la formazione di nuovi termini. Ciononostante, la maggior parte dei francofoni continua ad aderire all'ortografia tradizionale.

## Premi Nobel
Hanno vinto il Premio Nobel per la letteratura i seguenti scrittori di lingua francese:
- Sully Prudhomme (1901,  Francia)
- Maurice Maeterlinck (1911,  Belgio)
- Romain Rolland (1915,  Francia)
- Anatole France (1921,  Francia)
- Henri Bergson (1927,  Francia)
- Roger Martin du Gard (1937,  Francia)
- André Gide (1947,  Francia)
- François Mauriac (1952,  Francia)
- Albert Camus (1957,  Francia)
- Saint-John Perse (1960,  Francia)
- Jean-Paul Sartre (1964,  Francia, premio rifiutato)
- Samuel Beckett (1969,  Irlanda)
- Claude Simon (1985,  Francia)
- Jean-Marie Gustave Le Clézio (2008,  Francia)
- Patrick Modiano (2014,  Francia)
- Annie Ernaux (2022,  Francia)